# Major István (atléta)
Major István (Budapest, 1949. május 20. – Toronto, 2014. május 5.) atléta, Európa-bajnok magasugró, edző.
1966-tól a Budapesti Honvéd, 1981-től a Volán SC atlétájaként magasugrásban versenyzett.  A szakág kimagaslóan eredményes magyar atlétája. Ő volt az első magyar magasugró, aki Dick Fosbury ugró technikáját elsajátította, és versenyeken alkalmazta. 1969 és 1973 között hét alkalommal javította meg az országos csúcsot, legutóbbi rekordja öt évig volt érvényben. 1969-től 1979-ig szerepelt a magyar válogatottban. Részt vett az 1972. évi müncheni és az 1976. évi montreali nyári olimpiai játékokon. 1971-től három egymást követő alkalommal nyert a fedett pályás Európa-bajnokságon. 1971-ben, 1973-ban és 1974-ben az év atlétájává választották. Az aktív sportolástól 1982-ben vonult vissza.
1974-ben a Testnevelési Főiskola Továbbképző Intézetében atléta szakedzői oklevelet szerzett. 1982-ben Kanadában telepedett le és a York Egyetem atlétacsapatának ugróedzője lett.

## Sporteredményei
- olimpiai 6. helyezett (1972)
- kétszeres Európa-bajnoki 4. helyezett (1971, 1974)
- Európa-bajnoki 5. helyezett (1969)
- háromszoros fedett pályás Európa-bajnok (1971, 1972, 1973)
- fedett pályás Európa-bajnoki 2. helyezett (1974)
- kétszeres Universiade 2. helyezett (1973, 1975)
- hatszoros magyar bajnok (fedett pályán kétszeres)
- négyszeres magyar csapatbajnok
- magyar csúcsai:
  - 1969: 212 cm, 214 cm
  - 1970: 215 cm, 220 cm
  - 1971: 221 cm, 223 cm
  - 1973: 224 cm